# Rio Santa Bárbara
Rio Santa Bárbara är ett vattendrag i Brasilien.   Det ligger i delstaten Minas Gerais, i den sydöstra delen av landet, 700 km sydost om huvudstaden Brasília.
Omgivningarna runt Rio Santa Bárbara är huvudsakligen savann. Runt Rio Santa Bárbara är det ganska tätbefolkat, med 72 invånare per kvadratkilometer.